# الفی ادر
الفی در (آلمانی: Elfi Eder؛ زادهٔ ۵ ژانویهٔ ۱۹۷۰) اسکی‌باز آلپاین اهل اتریش است.